# 盧佩拉魮
盧佩拉魮（学名：Barbus luapulae）為輻鰭魚綱鯉形目鯉科魮屬的其中一個種。該物種主要分布於非洲剛果民主共和國Luapula河流域，體長可達13公分。

## 扩展阅读
維基物種上的相關：盧佩拉魮